# Neues vom Süderhof
Neues vom Süderhof ist eine deutsche Kinderserie, die auf den gleichnamigen Romanvorlagen der Hamburger Autorin Brigitte Blobel basiert. In den Jahren 1991 bis 1997 wurden insgesamt 52 Teile produziert. Zunächst wurde das Werk als 13-teilige Serie produziert (1991–1992), dann gab es nach einer mehrjährigen Pause neue Staffeln ab 1995, bei denen nahezu die gesamte Schauspielcrew umbesetzt wurde. Da sich auch der Charakter der Serie änderte, wurde eine Unterteilung in „Süderhof I“ und „Süderhof II“ gängig.

## Hintergrund
Die Serie basiert auf der gleichnamigen 46-teiligen Buchreihe, die zwischen 1989 und 2001 veröffentlicht wurde. Die ersten 23 Bände schrieb Brigitte Blobel, die weiteren Bände verfassten Marlies Kerremans und Hedda Kehrhahn. Für die ersten beiden Staffeln orientierte sich die Serie sehr eng an den bereits erschienenen Büchern: von den ersten 20 Bänden wurden dafür 13 verfilmt. Auch Staffel 3 bestand großteils noch aus Folgen, die zuvor als Buch erschienen sind. Bei Staffel 4 und 5 gab es dann mehr Folgen, die entweder gar nicht als Buchvorlage existierten, oder wo die Bücher erst später erschienen und die Bücher somit die Episoden der Fernsehserie zur Vorlage hatten.
| Band | Buchtitel                             | Erscheinungsjahr | Autor             |
| ---- | ------------------------------------- | ---------------- | ----------------- |
| 1    | Das Versteck hinterm Deich            | 1989             | Brigitte Blobel   |
| 2    | Gefährliche Jagd                      | 1989             | Brigitte Blobel   |
| 3    | Wo ist Ben?                           | 1989             | Brigitte Blobel   |
| 4    | Das Pferderennen                      | 1989             | Brigitte Blobel   |
| 5    | Sturmflut                             | 1989             | Brigitte Blobel   |
| 6    | Das Wrack der vergessenen Tiere       | 1990             | Brigitte Blobel   |
| 7    | Der Feuerteufel                       | 1990             | Brigitte Blobel   |
| 8    | Molle darf nicht sitzenbleiben        | 1990             | Brigitte Blobel   |
| 9    | Die Zauberkugel                       | 1990             | Brigitte Blobel   |
| 10   | Die Nesträuber                        | 1990             | Brigitte Blobel   |
| 11   | Der Schuldieb                         | 1990             | Brigitte Blobel   |
| 12   | Kamera läuft                          | 1990             | Brigitte Blobel   |
| 13   | Die unheimliche Nacht                 | 1991             | Brigitte Blobel   |
| 14   | Die Affen sind los                    | 1991             | Brigitte Blobel   |
| 15   | Gesucht: Ein Mann für unsere Lehrerin | 1991             | Brigitte Blobel   |
| 16   | Die Moorleiche                        | 1992             | Brigitte Blobel   |
| 17   | Peggy will tanzen                     | 1992             | Brigitte Blobel   |
| 18   | SOS, die Flut kommt                   | 1992             | Brigitte Blobel   |
| 19   | Das Monsterspiel                      | 1992             | Brigitte Blobel   |
| 20   | Gefahr für den Süderhof               | 1993             | Brigitte Blobel   |
| 21   | Peggy kriegt Zoff                     | 1993             | Brigitte Blobel   |
| 22   | Ben trampt nach Istanbul              | 1993             | Brigitte Blobel   |
| 23   | Wer rettet Moby Dick?                 | 1993             | Brigitte Blobel   |
| 24   | Dany, der rettende Engel              | 1994             | Marlies Kerremans |
| 25   | Angst um Grazia                       | 1994             | Marlies Kerremans |
| 26   | Das Wunderkind                        | 1995             | Marlies Kerremans |
| 27   | Schützenfest mit Knalleffekt          | 1995             | Marlies Kerremans |
| 28   | Viel Wirbel um ein Foto               | 1995             | Marlies Kerremans |
| 29   | Leuchtfeuer gegen Tierquälerei        | 1995             | Hedda Kehrhahn    |
| 30   | Endlich Ferien!                       | 1996             | Hedda Kehrhahn    |
| 31   | Molle und das Krokodil                | 1996             | Marlies Kerremans |
| 32   | Vorhang auf für Molle                 | 1996             | Hedda Kehrhahn    |
| 33   | Die Schatzsuche                       | 1996             | Hedda Kehrhahn    |
| 34   | Danys große Liebe                     | 1997             | Marlies Kerremans |
| 35   | Verratene Freundschaft                | 1997             | Hedda Kehrhahn    |
| 36   | Was ist los mit Bimbo?                | 1997             | Marlies Kerremans |
| 37   | Glücksfee darf nicht sterben          | 1997             | Hedda Kehrhahn    |
| 38   | Ben macht Karriere                    | 1997             | Hedda Kehrhahn    |
| 39   | Hochzeit auf dem Süderhof             | 1998             | Marlies Kerremans |
| 40   | Ein Goldesel für den Süderhof         | 1998             | Marlies Kerremans |
| 41   | Dany flippt aus                       | 1998             | Hedda Kehrhahn    |
| 42   | Das Geheimnis der alten Fabrik        | 1999             | Marlies Kerremans |
| 43   | Peggy und Molle in geheimer Mission   | 1999             | Hedda Kehrhahn    |
| 44   | Molle und der Popstar                 | 1999             | Hedda Kehrhahn    |
| 45   | Herzbube für Peggy                    | 2000             | Marlies Kerremans |
| 46   | Nasse Abenteuer                       | 2001             | Hedda Kehrhahn    |

## Handlung
Kernstück der Serie ist die Familie Brendel. Tierarzt Dr. Günther Brendel und seine Frau Sonia, die als freischaffende Autorin für Bücher über Kindererziehung arbeitet, bewohnen einen nicht mehr bewirtschafteten kleinen Bauernhof in der Lüneburger Heide (Handeloh) mit zwei Pferden und einigen Haustieren. Ihre Töchter sind Beatrice („Bimbo“) und Manuela („Molle“). Ebenfalls auf dem Süderhof leben Günthers Eltern Martha (später Herta) und Heinrich (später Bernhard). Günthers Bruder Tom und dessen Ehefrau Francis, die in München gelebt haben, kommen in der ersten Folge bei einem Flugzeugunglück in Afrika ums Leben. Daraufhin nehmen Sonia und Günther die drei Kinder Peggy, Daniel („Dany“) und Benjamin („Ben“) bei sich auf.
Die Serie handelt von den Erlebnissen der fünf Kinder vom Süderhof und ihrer Freunde.

## Figuren

### Hauptfiguren
Beatrice (Bimbo) Brendel
Bimbo ist 13 Jahre alt und hat lange blonde Haare. Sie ist eine sehr gute Reiterin und reitet oft ihr Pony Klärchen. Sie ist willenstark, aufbrausend und gibt manchmal an, ist aber auch großzügig und hilfsbereit. In der Folge „Die unheimliche Nacht“ wurde Typ-1-Diabetes bei ihr diagnostiziert. Während der 5. Staffel macht sie einen Schüleraustausch in die USA, in der letzten Folge kommt sie zurück.
Manuela (Molle) Brendel
Molle ist 12 Jahre alt und das Gegenteil ihrer Schwester. Sie hat braune Haare und ist etwas pummelig. Von den Kindern hat sie den ausgeprägtesten Gerechtigkeitssinn und setzt sich für andere ein. Molle liebt Essen und hat häufig Süßigkeiten dabei, weshalb sie von den Anderen manchmal aufgezogen wird. Ihr Lieblingsessen sind Gummibärchen.
Daniel (Dany) Brendel
Dany ist vier Monate älter als Bimbo und geht mit ihr in eine Klasse. Er ist gut in der Schule, besonders in Mathe und Physik und spielt außerdem Saxophon. Dany hat im Verlauf der Serie mehrere feste Freundinnen und versucht erfolglos, die Beziehungen vor Peggy, Molle und Bimbo zu verheimlichen.
Peggy Brendel
Peggy ist 12 Jahre alt und geht in dieselbe Klasse wie Molle. Sie ist schüchtern und manchmal ängstlich. Wie Bimbo liebt sie es zu reiten, außerdem tanzt sie Ballett. Peggy hat mit ihren Eltern eine Zeitlang in den USA gelebt und spricht daher sehr gut Englisch, weshalb sie ein besonders gutes Verhältnis zu Dolly hat.
Benjamin (Ben/Benni) Brendel
Ben ist das jüngste Kind und wird erst im Lauf der Serie eingeschult. Ben ist oft vorlaut und frech, weshalb die Großen oft genervt von ihm sind. Er ist aber auch gutherzig, großzügig und hilfsbereit.
Sonia Brendel
Sonia schreibt Bücher über Kindererziehung und führt den Haushalt. Sie macht sich häufig Sorgen um die Kinder, besonders um Bimbo.
Dr. Günther Brendel
Günther ist Tierarzt.
Martha/Herta Brendel
Oma Brendel kocht und backt gerne und kümmert sich um ihre Enkelkinder. Zu ihr kommen die Kinder häufig, wenn sie Trost oder Rat brauchen.
Heinrich/Bernhard Brendel
Opa Brendel verbringt seine Zeit häufig mit Kreuzworträtseln oder angelt am Teich. Er ist schwerhörig, weshalb er häufig Dinge missversteht. Opa hat eine Vorliebe für Gin, jedoch wurde ihm dieser vom Arzt verboten, weshalb er ihn heimlich trinkt.
Lili Bents
Lili zieht für drei Monate auf den Süderhof, da ihre Eltern am Amazonas die Fauna beobachten. Lilis Eltern sind Studienkollegen von Günther. Genauso wie Bimbo und Peggy reitet sie gerne.

### Haustiere
Klärchen
Klärchen ist Bimbos Pony. Sie ist ein Champion-Rennpony, nachdem sie ein lokales Pferderennen gewonnen hat, bei dem sie mehrere professionelle Rennpferde besiegt hat. Im Lauf der Serie hat sie zwei Fohlen, Shalimar und Fatima.
Shalimar und Fatima
Shalimar und Fatima sind Klärchens Fohlen.
Rosi
Rosi ist Bens Lamm. Sie kam auf den Süderhof, nachdem ihre Mutter gestorben war. Ursprünglich gehörte Rosi Molle, die sie jedoch Ben schenkte, als er auf den Süderhof zog. Rosi stirbt in der Episode „Die Zauberkugel“.
Sybille
Sybille ist die Hauschildkröte. Sie isst gerne Salat.
Anuschka
Anuschka kommt in der Folge „Molle darf nicht sitzen bleiben“ auf den Süderhof, nachdem sie von Dolly Malzahn angefahren wurde und sich der Besitzer nicht finden ließ. Die Kinder nehmen die Hündin häufig mit, wenn sie unterwegs sind.
Samson
Samson ist der Kater der Brendels und hält sich für den heimlichen König des Süderhofs. Er schläft die meiste Zeit auf seinem Samtkissen.
James Bond
James Bond ist der Papagei von Oma und Opa. Sein Lieblingsausdruck ist „007“. Einige seiner anderen Lieblingsausdrücke sind „Bottoms up! Cheers!“, „Alle Männer an Bord!“, Und „Opa ist Spitze!“

## Besetzung (Süderhof I)

### Hauptdarsteller
| Darsteller        | Rollenname                   | Folgen | Staffeln |
| ----------------- | ---------------------------- | ------ | -------- |
| Singa Gätgens     | Beatrice „Bimbo“ Brendel     | 1–13   | 1–2      |
| Pamela Großer     | Manuela „Molle“ Brendel      | 1–13   | 1–2      |
| Gerrit Hesse      | Daniel „Dany“ Brendel        | 1–13   | 1–2      |
| Yvonne Jungblut   | Peggy Brendel                | 1–13   | 1–2      |
| Niki von der Burg | Benjamin „Ben/Benni“ Brendel | 1–13   | 1–2      |
| Katharina Schütz  | Sonia Brendel                | 1–13   | 1–2      |
| Arnfried Lerche   | Dr. Günther Brendel          | 1–13   | 1–2      |
| Ursula Hinrichs   | Martha Brendel               | 1–13   | 1–2      |
| Horst Breiter     | Heinrich Brendel             | 1–11   | 1–2      |

### Nebendarsteller
| Darsteller         | Rollenname               | Folgen | Staffeln | Bemerkung            |
| ------------------ | ------------------------ | ------ | -------- | -------------------- |
| Jutta Kretschmer   | Christine                | 2–12   | 1–2      | Günthers Assistentin |
| Daniela Hoffmann   | Dolores „Dolly“ Malzahn  | 2–10   | 1–2      | Lehrerin             |
| Rene Spiegelberger | Christian                | 2–11   | 1–2      | Mitschüler           |
| Dagmar Tass        | Frau Dr. Theiss          | 3–11   | 1–2      | Lehrerin             |
| Patrick Güldenberg | Svante                   | 7–10   | 2        | Mitschüler           |
| Tamara Steg        | Inken                    | 7–11   | 2        | Mitschülerin         |
| Ulli Lothmanns     | Dr. Egon „Kiste“ Kistler | 10     | 2        | Lehrer               |

## Besetzung (Süderhof II)

### Hauptdarsteller
| Darsteller             | Rollenname                   | Folgen    | Staffeln |
| ---------------------- | ---------------------------- | --------- | -------- |
| Friederike Hallermann  | Beatrice „Bimbo“ Brendel     | 14–39, 52 | 3–5      |
| Cora Sabrina Grimm     | Manuela „Molle“ Brendel      | 14–52     | 3–5      |
| Philipp Huth           | Daniel „Dany“ Brendel        | 14–52     | 3–5      |
| Thea Frank             | Peggy Brendel                | 14–52     | 3–5      |
| Tim Küchler            | Benjamin „Ben/Benni“ Brendel | 14–52     | 3–5      |
| Sabine Kaack           | Sonia Brendel                | 14–52     | 3–5      |
| Andreas Klein          | Dr. Günther Brendel          | 14–52     | 3–5      |
| Ursula Hinrichs        | Herta Brendel                | 14–52     | 3–5      |
| Heinz Lieven           | Bernhard Brendel             | 14–52     | 3–5      |
| Ann-Kristin Schmeisser | Lili Bents                   | 40–52     | 5        |

### Nebendarsteller
| Darsteller         | Rollenname               | Folgen       | Staffeln | Bemerkung                                 |
| ------------------ | ------------------------ | ------------ | -------- | ----------------------------------------- |
| Daniela Hoffmann   | Dolores „Dolly“ Malzahn  | 14–27, 38–51 | 3–5      | Lehrerin                                  |
| Roman Weier-Wagner | Christoph Reich          | 14–52        | 3–5      | Mitschüler                                |
| Wilfried Dziallas  | Hermann/Fritz Schmahl    | 14, 21–52    | 3–5      | Polizist                                  |
| Jasmin Butefas     | Frau Blume               | 15–18, 27–51 | 3–5      | Lehrerin                                  |
| Jan Hinnerk Mahler | Peter                    | 15–23        | 3        | Bimbos Freund                             |
| Ulli Lothmanns     | Dr. Egon „Kiste“ Kistler | 18–26, 38–50 | 3–5      | Lehrer                                    |
| Jörg Bräuer        | Dr. Pierre Hennings      | 18–51        | 3–5      | Schuldirektor                             |
| Jonas Reinsch      | Patrick Hennings         | 18–52        | 3–5      | Pierres Sohn ab Staffel 5 Hauptdarsteller |
| Tim Schneider      | Achim Hennings           | 18–21, 29–39 | 3–4      | Pierres Sohn                              |
| Philipp Niedersen  | Daniel                   | 18–39        | 3–4      | Mitschüler                                |
| Fridolin Baldenius | Daniel                   | 40–52        | 5        | Mitschüler                                |
| Thor W. Müller     | Lennart Christen         | 18–29, 36    | 3–4      | Reiterhofbesitzer                         |
| Linde Fulda        | Monika Matzert           | 19, 28–39    | 3–4      | Reiterhofbesitzerin                       |
| Tina Barkawitz     | Jennifer                 | 20–26        | 3        | Mitschülerin, Danys Freundin              |
| Dagmar Tass        | Frau Dr. Theiss          | 27–35, 47–51 | 4–5      | Lehrerin                                  |
| Louisa Herfert     | Louisa                   | 27–50        | 4–5      | Mitschülerin                              |
| Kiyo Leweck        | Kiyo Mishima             | 27–50        | 4–5      | Mitschülerin, Danys Freundin              |
| Sophie Steiner     | Caroline                 | 27–51        | 4–5      | Mitschülerin                              |
| Iris Steinmetz     | Anja                     | 29, 35–39    | 4        | Mitschülerin                              |
| Benjamin Fiene     | Lars                     | 32–48        | 4–5      | Mitschüler                                |
| Martin Skalny      | Ole                      | 40–52        | 5        | Mitschüler                                |
| Jan Wachtel        | Andreas                  | 41–51        | 5        | Mitschüler                                |
| Tosca Salamon      | Lena Behnecke            | 41–52        | 5        | Freundin von Ben und Patrick              |

## Produktion

### Süderhof I (1991–1993)
Im Sommer 1991 wurden zunächst sechs Folgen gedreht und im Winter 1991/92 im Ersten Programm der ARD erstausgestrahlt. Im Sommer 1992 folgten weitere sechs Folgen (7–12) sowie eine abschließende Folge im Januar 1993 (der einzige Winter-Dreh der gesamten Serie), die alle im Sommer/Herbst 1993 erstausgestrahlt wurden. Anschließend gab es fast laufend Wiederholungen in allen ARD-Programmen sowie auf 3sat und im ORF.

### Süderhof II (1995–1997)
Nach einer längeren Pause entschloss man sich beim NDR, weitere Staffeln der Serie zu produzieren. Jedoch meinte man, die Darsteller seien aus den Rollen herausgewachsen, und wählte daher eine neue Besetzung. Bis auf Ursula Hinrichs (Oma Brendel) und die Nebendarsteller Daniela Hoffmann (Dolores Malzahn), Dagmar Tass (Frau Dr. Theiss) und Ulli Lothmanns (Dr. Egon Kistler), welche alle Lehrer verkörpern, wurden mit dieser Staffel alle Darsteller ausgetauscht, wobei sich die neuen Schauspieler teilweise deutlich von den früheren unterschieden. Bei den Großeltern wurden die Vornamen von Martha und Heinrich zu Herta und Bernhard geändert. Außerdem wird in der Folge Besuch aus USA nochmals die Mutter von Dany, Peggy und Ben erwähnt – nun aber als Pamela, während sie in der ersten Folge noch Francis hieß.
Im Sommer/Herbst 1995 wurde dann die dritte Staffel mit 13 Folgen (Folgen 14–26 in der Gesamtzählung, 1–13 für Süderhof II) gedreht. Die Erstausstrahlung der Folgen erfolgte im zweiten Halbjahr 1996 im Rahmen des Tigerenten Clubs, wobei immer nur halbe Folgen gesendet wurden. In dem Special „Zu Besuch auf dem Süderhof“, das ebenfalls zum ersten Mal im „Tigerenten Club“ ausgestrahlt wurde, übergaben die Darsteller der ersten beiden Staffeln ihre Rollen an die neuen Darsteller.
Die vierte Staffel mit weiteren 13 Episoden (Folgen 27–39 in der Gesamtzählung, 14–26 für Süderhof II) wurde im Sommer 1996 gedreht. Die Erstausstrahlung erfolgte im Frühjahr 1997, ebenfalls im Rahmen des Tigerenten Clubs und ebenfalls mit halben Folgen.
Die fünfte Staffel der Serie wurde 1997 gedreht und im Dezember des gleichen Jahres im Kinderkanal erstausgestrahlt. In dieser Staffel wurde Bimbo durch eine neue Hauptperson namens Lili ersetzt, die von Ann-Kristin Schmeisser dargestellt wurde. In der vierten Folge (Dany und das liebe Geld) wurde bekannt, dass Bimbo in Amerika ist. Das abschließende Special „Wie war’s ... damals auf dem Süderhof? - Ein Besuch am Drehort“ wurde im NDR erstausgestrahlt.

## Drehorte und Macher der Serie
Hauptdrehorte waren ein Reiterhof im niedersächsischen Handeloh (30 km südlich von Hamburg) mit vielen Außenszenen in der Umgebung, die Innenstadt von Buchholz (Nordheide) und Glinde sowie das Gymnasium in Trittau, aber auch zahlreiche weitere Orte im südlichen und östlichen Hamburger Umland. Die Strandszenen in der Folge 26 (Die Mutprobe) wurden im Naturschutzgebiet Küstenlandschaft zwischen Priwall und Barendorf mit Harkenbäkniederung, östlich von Lübeck-Travemünde gedreht.
Regisseurin war in allen Folgen Monika Zinnenberg, das Drehbuch stammte von Marlies Kerremans nach den literarischen Vorlagen von Brigitte Blobel. Für die Titelmusik Die Kinder vom Süderhof adaptierte Rolf Zuckowski den Titel Die Kinder des Rock 'n' Roll vom 1989er Album Starke Kinder. Die Hintergrundmusik stammte beim Süderhof I von Michael Reinecke.

## Ausstrahlung
Die Serie wurde nach ihrer Erstausstrahlung  in vielen Programmen der ARD (einschließlich Dritte, 3sat, und KI.KA) mehr als 35-mal in mindestens einer Staffel wiederholt.
Da der NDR jedoch nicht mehr über die Ausstrahlungsrechte der ersten Staffel verfügt, werden seit einigen Jahren nur noch die Folgen des Süderhof II (Folgen 14–52 der Gesamtzählung) gesendet. Der Süderhof I (also die Folgen 1–13) war letztmals im August 2002 im WDR Fernsehen zu sehen.

## Verwertung

### Hörspiele
Es wurden zwei Hörspielserien zu Neues vom Süderhof produziert, welche auf Kompaktkassette veröffentlicht wurden. Bei beiden Serien wurden die Tonspuren der Fernseh-Folgen verwendet und um erklärende Passagen ergänzt. Das Label Kiosk veröffentlichte die 13 Folgen der ersten beiden Fernseh-Staffeln, wobei Helmut Gauß als Erzähler fungierte. Bei Karussell erschienen die ersten zehn Folgen aus der dritten Staffel, wobei jede Hörspiel-Folge zwei Fernseh-Folgen enthielt. Die Erzählertexte wurden hier von Thea Frank in ihrer Serienrolle als Peggy gesprochen.
Kiosk
| Folge | Titel                                 | Erscheinungsjahr |
| ----- | ------------------------------------- | ---------------- |
| 1     | Das Versteck hinterm Deich            | 1991             |
| 2     | Wo ist Ben?                           | 1991             |
| 3     | Das Pferderennen                      | 1991             |
| 4     | Molle darf nicht sitzenbleiben        | 1991             |
| 5     | Die Nesträuber                        | 1991             |
| 6     | Die Zauberkugel                       | 1991             |
| 7     | Der Schuldieb                         | 1992             |
| 8     | Die unheimliche Nacht                 | 1992             |
| 9     | Die Affen sind los                    | 1992             |
| 10    | Gesucht: Ein Mann für unsere Lehrerin | 1992             |
| 11    | Kamera läuft                          | 1993             |
| 12    | Peggy will tanzen                     | 1993             |
| 13    | Gefahr für den Süderhof               | 1993             |

Karussell
| Folge | Titel                                           | Erscheinungsjahr |
| ----- | ----------------------------------------------- | ---------------- |
| 1     | Peggy kriegt Zoff / Viel Wirbel um ein Photo    | 1996             |
| 2     | Ben trampt nach Istanbul / Besuch aus USA       | 1996             |
| 3     | Danny, der rettende Engel / Angst um Grazia     | 1996             |
| 4     | Der Wunderknabe / Schützenfest mit Knalleffekt  | 1997             |
| 5     | Leuchtfeuer gegen Tierquäler / Der Mann im Moor | 1997             |

### DVDs
| Titel                                    | Erscheinungsdatum | Spieldauer   | Anzahl Discs |
| ---------------------------------------- | ----------------- | ------------ | ------------ |
| Neues vom Süderhof – Staffel 1 & 2       | 2. August 2019    | 325 Minuten  | 2            |
| Neues vom Süderhof – Staffel 3           | 4. Oktober 2019   | 325 Minuten  | 2            |
| Neues vom Süderhof – Staffel 4           | 20. Januar 2020   | 325 Minuten  | 2            |
| Neues vom Süderhof – Staffel 5           | 27. März 2020     | 325 Minuten  | 2            |
| Neues vom Süderhof – Die komplette Serie | 19. März 2021     | 1300 Minuten | 8            |

## Wissenswertes
- Ein inoffizieller Nachfolger ist die Serie Die Kinder vom Alstertal, bei der auch Ursula Hinrichs, Louisa Herfert und Tim Küchler mitwirkten. Diese sprach aber mit jüngeren Darstellern und erheblich präsenteren Eltern ein jüngeres Publikum an als Neues vom Süderhof.
- Fast alle Folgen werden mit Worten von Ben und einem Freeze auf seinem Gesicht beendet.
- In der Folge Molle und der Star hat die Boygroup Bed & Breakfast einen Gastauftritt als sie selbst. Einen ähnlichen Gastauftritt hatte im Süderhof I Fabian Harloff, der in der Rolle als Musiker sich selbst spielte (Folge 10 „Ein Mann für unsere Lehrerin“).
- Fahrzeuge in der Serie hatten im Süderhof I das Kfz-Kennzeichen OH für Ostholstein, obwohl die Buchfassung an der Nordsee spielte. Beim Süderhof II entschied man sich für ein fiktives Kennzeichen SÖN (vermutlich für Söndorf, dieser Name wird in mehreren Episoden genannt); für den Drehort zugehörig wäre WL (Winsen (Luhe)) gewesen, das an manchen Stellen in der Serie (dann eher versehentlich) auch zu sehen war.
- In einigen Folgen trägt der Polizist Fritz Schmahl auf der Schulter das Niedersachsenwappen (dort wurde gedreht), in anderen Folgen das Wappen von Schleswig-Holstein (dort sollte die Serie spielen).
- Die Serie verhalf Singa Gätgens und Pamela Großer zu größerer Bekanntheit, die später erfolgreiche Moderatorenkarrieren hatten.
- Das Gitarrensolo im Lied Manchmal haben Frauen … der Berliner Punkrock-Band Die Ärzte weist eine Ähnlichkeit zur Gesangsmelodie des Süderhof-Titelsongs auf. Allerdings wurde diese Melodie auch bereits 1981 im Song Stand and Deliver von Adam & the Ants verwendet.